# Galium buxifolium
Galium buxifolium är en måreväxtart som beskrevs av Edward Lee Greene. Galium buxifolium ingår i släktet måror, och familjen måreväxter. Inga underarter finns listade i Catalogue of Life.